# 大和ゆとりの森
F.マリノス成城石井パーク、大和ゆとりの森（やまとゆとりのもり）は、神奈川県大和市にある公園（総合公園）。引地川沿いに整備された泉の森、ふれあいの森、遊びの森に続く第4の森として位置づけられる。敷地面積18.7ヘクタールでスポーツとレクリエーションのための公園として整備された。

## 概要
米海軍厚木基地の南側の国有地に整備された。防衛施設周辺の生活環境の整備等に関する法律第5条第2項に基づき国（防衛省）が取得した防衛省所管行政財産で、飛行場周辺に整備された緩衝地帯のいわゆる周辺財産にあたる（2006年1月使用許可開始）。
2007年に開園。芝生グラウンド、大規模多目的スポーツ広場、中規模多目的スポーツ広場、テニスコート、スポーツハウスが大和市都市公園条例規定施設となっている。
2014年4月1日公園の名称が「引地川公園ゆとりの森」から「大和ゆとりの森」に変更された。
なお、隣接して綾瀬市の「綾瀬スポーツ公園」（2011年開園）があり、同公園も防衛施設周辺の生活環境の整備等に関する法律第5条第2項に基づき国（防衛省）が取得した防衛省所管行政財産で周辺財産にあたる。両公園の境（市境）には2014～15年度に大和市がフェンスや植栽を設置し、開口部にも車止めの杭などを設置していたが、2023年（令和5年）8月に撤去されることになった。

## 施設
2013年末時点では、設備が新しく管理人員が配置されている事もあってか園内の状態は良好である。
- 芝生グラウンド[2] - 少年サッカーのグラウンド2面分（1.2ha)
有料。予約制で予約には事前登録が必要。
- 修景池ゾーン[2]
広い斜面の芝生とせせらぎのある水遊びエリア
芝生部分も含めて水害対策の調整池でもある為、悪天候時は立ち入り禁止となる。
- わんぱく広場[2]（2012年7月運営開始）
遊具施設エリア
大型コンビネーション遊具、小型コンビネーション遊具、ふわふわドーム、ターザンロープ、砂場、斜面スライダーなど多数
休日には未就学児～低学年児で賑わっている。
- 仲良しプラザ[2]（2012年7月運営開始）
センター施設。管理事務所、多目的ルーム、更衣室、シャワー室、ロッカー、売店、休憩スペース、授乳室、トイレ、展望テラスなど有
多目的ルームは有料・予約制。シャワー室、ロッカーは有料。
展望テラスからは天気が良ければ富士山等も見える。
- 多目的リンク[2]（運営開始時不明）　お子様区家の自転車やスケートボードの練習場

- 駐車場（東側） 約200台（有料）
一時間100円　上限600円
- トイレ2箇所（内一箇所は仲良しプラザ内）
- 警察に直接つながる防犯緊急通報装置 有
- 徒歩圏内にコンビニ、ファミリーレストラン有

- 以下は2014年7月1日より提供開始。有料・予約制。
バーベキュー広場[2]　機材のレンタルや食材の配達も可（要予約）。2014年7月現在タープ・テントの持ち込みに制限有。
テニスコート[2]
中規模多目的スポーツ広場

- 以下は2015年末の時点で提供されていた（提供開始日不明）
大規模多目的スポーツ広場　
駐車場（南側）　有料。一時間100円、上限600円。

## 指定管理者
- 平成24～25年度：日産・相鉄・ベルマーレ共同事業体（日産クリエイティブサービス・相鉄企業・湘南ベルマーレスポーツクラブ）
- 平成27～31年度：NSBYエザンスコンソーシアム（日産クリエイティブサービス・相鉄企業・湘南ベルマーレスポーツクラブ　ほか）
- 令和元年度～：やまとスポレク・パートナーズ（サカタのタネグリーンサービス・相鉄企業・横浜F・マリノス）

## 所在地
- 神奈川県大和市福田4112

## 交通アクセス
- 高座渋谷駅西口より徒歩25分
引地川周辺が低地となっている為アップダウンが激しく、幼い子供連れには不便がある。
- 桜ヶ丘駅西口より徒歩25分
- 高座渋谷駅西口発コミュニティバス「のろっと」南部ルート「ゆとりの森」下車
南部ルート2周目（大和駅方面）はゆとりの森には行かないので注意が必要。
大和駅西口や桜ヶ丘駅西口からの乗車も可能。
- 桜ヶ丘駅西口より神奈中バス長後駅西口行きまたは綾瀬車庫行き「代官3丁目」下車徒歩
- 長後駅西口より神奈中バス桜ヶ丘駅西口行き「代官3丁目」下車徒歩

- 自動車でのアクセスは神奈川県道45号丸子中山茅ヶ崎線「代官三丁目」交差点から南西直ぐ
カーナビの目的地設定は「神奈川県大和市代官四丁目20」。
ただし休日など混雑時は丸子中山茅ヶ崎線へ渋滞が伸びる事を避けるためか駐車場への左折入車は断られる。

- 自転車・バイク駐輪場有
- 隣接する「綾瀬スポーツ公園」への交通手段でも来園可能